# El Pantano, Tuzantla
El Pantano är en ort i Mexiko.   Den ligger i kommunen Tuzantla och delstaten Michoacán de Ocampo, i den södra delen av landet, 160 km väster om huvudstaden Mexico City. El Pantano ligger 1 219 meter över havet och antalet invånare är 109.
Terrängen runt El Pantano är kuperad åt sydväst, men åt nordost är den bergig. Runt El Pantano är det glesbefolkat, med 20 invånare per kvadratkilometer. Närmaste större samhälle är Tuzantla, 17,2 km sydost om El Pantano. I omgivningarna runt El Pantano växer huvudsakligen savannskog.